# 豪尔赫·恩里克斯
豪尔赫·恩里克斯（西班牙語：Jorge Enríquez，1991年1月8日—），墨西哥男子足球运动员，司职中场。他曾代表墨西哥国奥队参加2012年夏季奥林匹克运动会足球比赛，获得一枚金牌。